# Марсден, Берни
Бернард Джон «Берни» Марсден (англ. Bernard John "Bernie" Marsden; 7 мая 1951, Букингем — 24 августа 2023) — британский гитарист, игравший в жанрах хард-рок, блюз-рок. Наиболее известен своим участием в группе Whitesnake, где он являлся соавтором наиболее популярных песен группы, выпущенных во время его участия в коллективе. Как сессионный музыкант сотрудничал со множеством исполнителей.

## Биография
Берни Марсден начал осваивать гитару будучи подростком, под влиянием Хаулин Вулфа и Сонни Бой Уильямсона. Позднее, во второй половине 1960-х, Марсден испытал влияние белых блюзменов: Эрика Клэптона, Джеффа Бека, и особенно, как отмечает сам музыкант, на него повлиял Питер Грин. На его музыкальное становление оказали влияние также Джими Хендрикс, Дональд Фейген, Дуэйн Оллмэн и Би Би Кинг.
В 1970 году он присоединился к местной любительской группе Skinny Cat, а в конце 1972 года получил первую профессиональную работу в UFO. Однако долго он там не задержался, будучи в 1973 году заменённым на Михаэля Шенкера (Марсден забыл свой паспорт, и не смог вылететь на гастроли в Германию, где его заменил Шенкер сначала на время гастролей, а потом постоянно). Марсден в 1973 году записал альбом с Чиком Черчиллем, клавишником Ten Years After и ненадолго присоединился к группе Juicy Lucy, которая почти сразу распалась. Затем Марсден стал работать в группе Гленна Корника Wild Turkey и отметился записью в альбоме 1974 года Don’t Dare To Forget, который представлял собой четырёхдисковый релиз с записью 12 разных групп, где Wild Turkey исполнила три новые песни, записанные вживую. В это же время Берни Марсден стал работать сессионно: в 1974 году записался в сингле Кози Пауэлла Na Na Na, альбоме Jumblequeen певицы Бриджит Сайнт-Джон, а затем нашёл себе постоянную работу в группе Babe Ruth, с которой выпустил два альбома в 1975 и 1976 годах. После этого Марсден по объявлению в газете присоединился к группе Paice, Ashton & Lord, которая записала в 1977 году всего один полноценный альбом Malice in Wonderland, а затем Марсден принял предложение Дэвида Ковердейла принять участие в создаваемой им группе Whitesnake. При этом гитарист якобы отклонил предложение от Пола Маккартни
До 1982 года гитарист работал в Whitesnake, периодически участвуя как сессионный музыкант в других проектах, в том числе с Кози Пауэллом и Джоном Лордом, а также записав два своих сольных альбома. В 1982 году, во время записи альбома Saints & Sinners Марсден покинул группу, чему послужила причиной переориентация Ковердейла на американский рынок, и соответственно, изменение стиля группы в сторону поп-рока.
Вскоре после ухода из Whitesnake музыкант создал собственный коллектив Bernie Marsden’s SOS, который вскоре был переименован в Bernie Marsden’s Alaska. Группа выпустила два альбома. В конце 1980-х Марсден на время отошёл от активной деятельности. Вернувшись в начале 1990-х, он отметился на нескольких записях в качестве гостя, а затем вместе с ещё одним гитаристом Whitesnake Мики Муди создал группу Moody Marsden Band, которая существовала до начала 2000-х годов и выпустила несколько альбомов. В 1997 году была создана группа The Snakes с норвежскими музыкантами. Она выпустила два альбома и в 1998 году трансформировалась в группу The Company of Snakes, вместе с ещё одним бывшим участником Whitesnake басистом Нилом Марреем, которая выпустила один студийный и один концертный альбом. Эта группа, в свою очередь, в 2004 году трансформировалась в группу M3 Classic Whitesnake, которая выпустила два живых альбома. В течение этих лет музыкант продолжал и сессионную деятельность, записываясь и выступая с различными музыкантами, а также выпустив несколько сольных альбомов. Этим же музыкант продолжал заниматься до своей смерти. Последним его релизом по состоянию на 2015 год стал сольный альбом Shine.
Также музыкант работал в сфере телевидения, выступив в ряде телефильмов как автор саундтреков, художественный руководитель и продюсер. Берни Марсден являлся эндорсером компании PRS Guitars, которая в частности выпускает гитару SE Bernie Marsden. Марсден был хорошо известен своей обширной коллекцией гитар, которая включала более 200 экземпляров. В июне 2023 года одна из драгоценностей коллекции, Gibson Les Paul Standard 1959 года, известная как «The Beast», была ненадолго выставлена на продажу по цене, превышающей 1,3 миллиона долларов .
По словам музыканта, его любимыми работами были альбомы Malice in Wonderland в составе Paice, Ashton & Lord и Ready an’ Willing в составе Whitesnake. Берни Марсден также называл альбомы, без которых он не представлял своё существование: это Revolver группы The Beatles и Electric Ladyland Джими Хендрикса.
Умер в 2023 году. Был женат, оставил после себя двух дочерей.

## Дискография

### В составе групп
| Год  | Альбом (сингл)                              | В составе               |
| ---- | ------------------------------------------- | ----------------------- |
| 1973 | Give Her the Gun                            | UFO                     |
| 1993 | The Decca Years                             | UFO                     |
| 2019 | Live In Germany 1973                        | UFO                     |
| 1974 | Na Na Na                                    | Cozy Powell’s Hammer    |
| 1974 | Don’t Dare to Forget                        | Wild Turkey             |
| 1975 | Stealin' Home                               | Babe Ruth               |
| 1976 | Kid’s Stuff                                 | Babe Ruth               |
| 1976 | Malice in Wonderland                        | Paice, Ashton & Lord    |
| 1993 | BBC Radio 1 Live in Concert '77             | Paice, Ashton & Lord    |
| 2007 | Live in London '77 (DVD)                    | Paice, Ashton & Lord    |
| 1978 | Snakebite                                   | Whitesnake              |
| 1978 | Trouble                                     | Whitesnake              |
| 1979 | Lovehunter                                  | Whitesnake              |
| 1980 | Ready an’ Willing                           | Whitesnake              |
| 1980 | Live... in the Heart of the City            | Whitesnake              |
| 1981 | Come an’ Get It                             | Whitesnake              |
| 1982 | Saints & Sinners                            | Whitesnake              |
| 2003 | The Silver Anniversary Collection           | Whitesnake              |
| 2004 | The Early Years                             | Whitesnake              |
| 2008 | 30th Anniversary Collection                 | Whitesnake              |
| 1984 | Heart of the Storm                          | Bernie Marsden’s Alaska |
| 1985 | The Pack                                    | Alaska                  |
| 1986 | Alive (VHS)                                 | Alaska                  |
| 2002 | Live Baked Alaska                           | Alaska                  |
| 2003 | Anthology 1                                 | Alaska                  |
| 1992 | Never Turn Our Back on the Blues            | Moody Marsden Band      |
| 1994 | Live in Hell — Unplugged                    | Moody Marsden Band      |
| 1994 | The Time Is Right for Live                  | Moody Marsden Band      |
| 1994 | Real Faith                                  | Moody Marsden Band      |
| 1999 | In Concert & Studio Outtakes Mainly Guitars | Moody Marsden Band      |
| 2000 | The Night the Guitars Came to Play          | Moody Marsden Band      |
| 2001 | Ozone Friendly (перевыпуск Real Faith)      | Moody Marsden Band      |
| 2004 | The Best Of                                 | Moody Marsden Band      |
| 1998 | Once Bitten                                 | The Snakes              |
| 1998 | Live in Europe                              | The Snakes              |
| 2001 | Here They Go Again                          | Company of Snakes       |
| 2002 | Burst the Bubble                            | Company of Snakes       |
| 2005 | Classic Snake Live                          | M3                      |
| 2005 | Rough an' Ready (CD/DVD)                    | M3                      |
| 2000 | Christmas 2000                              | The Little House Band   |
| 2000 | Solid Rock                                  | The Majesticaires       |

### Как сессионный исполнитель/гость
| Год  | Запись                                                   | В составе              |
| ---- | -------------------------------------------------------- | ---------------------- |
| 1973 | You & Me                                                 | Чик Черчилль           |
| 1974 | Jumblequeen                                              | Бриджит Сайнт-Джон     |
| 1978 | Ain’t That Just the Way                                  | Барби Бентон           |
| 1979 | Over the Top                                             | Кози Пауэлл            |
| 1980 | Why                                                      | K2                     |
| 1981 | Tilt                                                     | Кози Пауэлл            |
| 1982 | Before I Forget                                          | Джон Лорд              |
| 1982 | Reading Rock '82                                         | VA                     |
| 1988 | Guitar Speak 2                                           | VA                     |
| 1988 | South Africa (песня)                                     | Иэн Гиллан             |
| 1991 | Forcefield IV: Let the Wild Run Free                     | Forcefield             |
| 1992 | Instrumentals                                            | Forcefield             |
| 1992 | First of the Big Band — BBC Radio 1 Live in Concert '74  | Тони Эштон и Джон Лорд |
| 1994 | Tellin' Stories                                          | Уолтер Траут           |
| 1994 | Line Up                                                  | Borderline             |
| 1995 | Frankie                                                  | саундтрек              |
| 1995 | Frankie                                                  | саундтрек              |
| 1998 | Still Crazy                                              | саундтрек              |
| 2000 | Snakebites — The Music of Whitesnake                     | трибьют                |
| 2000 | Popmodel                                                 | Mama’s Jasje           |
| 2002 | Blues for Harlem                                         | Ларри Джонсон          |
| 2002 | I Eat Them for Breakfast                                 | Мики Муди              |
| 2003 | Freak Out!                                               | Крис Катена            |
| 2007 | Booze, Brawds and Rockin' Hard                           | Крис Катена            |
| 2007 | Human Spirit                                             | Гэри Флетчер           |
| 2007 | Ian Paice and Friends Live in Reading 2006               | VA                     |
| 2007 | Little Hard Blues                                        | Андреа Ранфаньи        |
| 2008 | The Original — The Audiolab Sessions 2002                | Les Castle             |
| 2008 | Slap My Hands                                            | Джимми Копли           |
| 2008 | Live and Rocking! — Live at the Hell Blues Festival 2000 | Micky Moody & Friends  |
| 2009 | Endangered Species — Live at Abbey Road 2000             | Tony Ashton & Friends  |
| 2011 | All Out                                                  | Дон Эйри               |
| 2014 | Where Blues Meets Rock                                   | Linin' Track'          |
| 2014 | Silver Rails                                             | Джек Брюс              |
| 2014 | Celebrating Jon Lord                                     | VA                     |

### Соло
| Год  | Альбом (сингл)                                             |
| ---- | ---------------------------------------------------------- |
| 1979 | And About Time Too!                                        |
| 1981 | Look at Me Now                                             |
| 1992 | The Friday Rock Show Sessions '81                          |
| 1992 | Green and Blues (трибьют Питера Грина)                     |
| 2002 | Blues Rock                                                 |
| 2003 | Big Boy Blue                                               |
| 2005 | Live at the Granary                                        |
| 2005 | Stacks                                                     |
| 2006 | Blues 'n' Scales: A Snakeman’s Odyssey 1970—2004 (сборник) |
| 2007 | Big Boy Blue… Live                                         |
| 2007 | The Ironworks Session                                      |
| 2008 | Radioland (сборник)                                        |
| 2009 | Bernie Plays Rory                                          |
| 2009 | Going to My Hometown                                       |
| 2011 | Ballyshannon Blues for Rory                                |
| 2012 | Very Local Boy (сборник)                                   |
| 2013 | Stages Live                                                |
| 2014 | Shine                                                      |
| 2021 | Kings                                                      |
| 2021 | Chess                                                      |
| 2022 | Trios                                                      |
| 2023 | Working Man                                                |